# ريان فان ديجيك
ريان فان ديجيك (بالهولندية: Ryan van Dijk)‏ (28 مايو 1990 في هولندا - ) هو لاعب كرة قدم هولندي في مركز الوسط. لعب مع إن إي سي نيميخن وتوب أوس و.

## وصلات خارجية
- ريان فان ديجيك على موقع قاعدة بيانات كرة القدم.إي يو (الإنجليزية)